# Бриджес, Джефф
Дже́ффри Лео́н (Джефф) Бри́джес (англ. Jeffrey Leon «Jeff» Bridges; род. 4 декабря 1949, Лос-Анджелес, Калифорния, США) — американский актёр кино, телевидения и озвучивания, кинопродюсер. Лауреат премий «Оскар» и «Золотой глобус» за лучшую мужскую роль в фильме «Сумасшедшее сердце».

## Биография
Первое появление Джеффа Бриджеса перед камерой состоялось в возрасте 4 месяцев. Вместе со своим отцом, известным актёром Ллойдом Бриджесом и братом Бо он снимался в телесериалах.
До того, как пойти в актёры, Джефф некоторое время работал в береговой охране. Актёрское образование он получил в студиях Херберта Бергдорфа и Уты Хаген в Нью-Йорке. Первые роли Бриджес получил ещё студентом.
Первая же большая роль принесла актёру успех. За роль второго плана в «Последнем киносеансе» (1971) режиссёра Питера Богдановича, Бриджес получил номинацию на премию «Оскар». Спустя три года — новая номинация за фильм «Громобой и Быстроножка» (1974) режиссёра Майкла Чимино. Первую номинацию за главную роль Джефф Бриджес получил за ленту «Человек со звезды» (1984) Джона Карпентера.
В 1998 году Джефф Бриджес снялся в главной роли в фильме братьев Коэн «Большой Лебовски». Некоторые критики считают роль «Чувака» самой популярной в фильмографии Бриджеса.
Свою четвёртую номинацию на «Оскар» Джефф Бриджес получил в 2001 году за фильм «Претендент». По признанию самого актёра, на роль американского президента Джексона Эванса в этом фильме его вдохновил отец — актёр Ллойд Бриджес.
В 2010 году он стал обладателем премии Американской киноакадемии за роль в фильме «Сумасшедшее сердце».
Джефф Бриджес зарекомендовал себя не только в качестве великолепного актёра, он также известен как художник и фотограф. Его произведения время от времени выставляются в известных галереях. У Джеффа Бриджеса есть и музыкальный талант, который он продемонстрировал ещё в 1989 году вместе со своим братом Бо и Мишель Пфайффер в фильме «Знаменитые братья Бейкеры». Он пишет тексты и сочиняет песни, работает с Куинси Джонсом. В 2000 году выпустил первый альбом «Be Here Soon» с участием Майкла Макдональда, Эми Холланд и Дэвида Кросби.
В 1983 году основал фонд «Остановите голод» и стал продюсером благотворительного ТВ-марафона под эгидой фонда с участием Джека Леммона, Грегори Пека, Берта Ланкастера, Кенни Логгинса.

## Личная жизнь
С 1977 года Джефф Бриджес состоит в браке со Сьюзен Гэстон. У него три дочери, Изабель Энни (родилась 6 августа 1981), Лили Джессика (родилась 14 июня 1983) и Хейли Роузлуиз (родилась 17 октября 1985). 31 марта 2011 года Изабель родила ему внучку Грэйс. Проживает в Калифорнии.
19 октября 2020 года Бриджес объявил, что у него диагностирована лимфома и он прошел курс химиотерапии. Бриджес также объявил, что заразился COVID-19 во время лечения, и отметил, что это был тяжёлый опыт, из-за которого, по его словам, рак «похож на кусок пирога». Он сказал, что теперь полностью вакцинирован против COVID-19.

## Избранная фильмография
| Год  |    | Русское название                                     | Оригинальное название                 | Роль                                |
| ---- | -- | ---------------------------------------------------- | ------------------------------------- | ----------------------------------- |
| 1970 | ф  | Залы гнева                                           | Halls of Anger                        | Дуглас «Даг»                        |
| 1970 | ф  | Инь и Ян мистера Го                                  | The Yin and the Yang of Mr. Go        | Неро Финнеган                       |
| 1971 | ф  | Последний киносеанс                                  | The Last Picture Show                 | Дуэйн Джексон                       |
| 1972 | ф  | Жирный город                                         | Fat City                              | Эрни Мангер                         |
| 1972 | ф  | Плохая компания                                      | Bad Company                           | Джек Рамси                          |
| 1973 | ф  | Лолли-Мадонна ХХХ                                    | Lolly-Madonna XXX                     | Зак Физер                           |
| 1973 | ф  | Последний американский герой                         | The Last American Hero                | Элрой Джексон-младший               |
| 1973 | ф  | Продавец льда грядёт                                 | The Iceman Cometh                     | Дон Пэрритт                         |
| 1974 | ф  | Громобой и Быстроножка                               | Thunderbolt and Lightfoot             | Быстроножка                         |
| 1975 | ф  | Ранчо Делюкс                                         | Rancho Deluxe                         | Джек Макки                          |
| 1975 | ф  | Сердца Дикого Запада                                 | Hearts of the West                    | Льюис Тейтер / Недди Уэлс           |
| 1976 | ф  | Оставайся голодным                                   | Stay Hungry                           | Крейг Блейк                         |
| 1976 | ф  | Кинг-Конг                                            | King Kong                             | Джек Прескотт                       |
| 1978 | ф  | Кто-то убил её мужа                                  | Somebody Killed Her Husband           | Джерри Грин                         |
| 1979 | ф  | Зима приносит смерть                                 | Winter Kills                          | Ник Киган                           |
| 1980 | ф  | Успешная американская компания                       | The American Success Company          | Гарри Флауэрс / Мак                 |
| 1980 | ф  | Врата рая                                            | Heaven’s Gate                         | Джон Л. Бриджес                     |
| 1981 | ф  | Путь Каттера                                         | Cutter’s Way                          | Ричард Боун                         |
| 1982 | ф  | Трон                                                 | Tron                                  | Кевин Флинн / Клу                   |
| 1982 | ф  | Поцелуй меня на прощанье                             | Kiss Me Goodbye                       | Руперт Бейнс                        |
| 1982 | мф | Последний единорог                                   | The Last Unicorn                      | принц Лир                           |
| 1984 | ф  | Несмотря ни на что                                   | Against All Odds                      | Терри Броган                        |
| 1984 | ф  | Человек со звезды                                    | Starman                               | Человек со звезды                   |
| 1985 | ф  | Зазубренное лезвие                                   | Jagged Edge                           | Джек Форрестер                      |
| 1986 | ф  | Восемь миллионов способов умереть                    | 8 Million Ways to Die                 | Мэттью Скаддер                      |
| 1986 | ф  | На следующее утро                                    | The Morning After                     | Тёрнер Кендал                       |
| 1987 | ф  | Надин                                                | Nadine                                | Вернон Хайтауэр                     |
| 1988 | ф  | Такер: Человек и его мечта                           | Tucker: The Man and His Dream         | Престон Такер                       |
| 1989 | ф  | Увидимся утром                                       | See You in the Morning                | Ларри Ливингстон                    |
| 1989 | ф  | Знаменитые братья Бейкеры                            | The Fabulous Baker Boys               | Джейк Бейкер                        |
| 1990 | ф  | Техасвилль                                           | Texasville                            | Дуэйн Джексон                       |
| 1991 | ф  | Король-рыбак                                         | The Fisher King                       | Джек                                |
| 1992 | ф  | Американское сердце                                  | American Heart                        | Джек Келсон                         |
| 1993 | ф  | Исчезновение                                         | The Vanishing                         | Барни Кузинс                        |
| 1993 | ф  | Бесстрашный                                          | Fearless                              | Макс Клейн                          |
| 1994 | ф  | Сметённые огнём                                      | Blown Away                            | Джимми Дав / Лиам Макгивни          |
| 1995 | ф  | Дикий Билл                                           | Wild Bill                             | Джеймс Батлер «Дикий Билл» Хикок    |
| 1996 | ф  | Белый шквал                                          | White Squall                          | капитан Кристофер Шелдон            |
| 1996 | ф  | У зеркала два лица                                   | The Mirror Has Two Faces              | Грегори Ларкин                      |
| 1996 | ф  | Скрыто в Америке                                     | Hidden in America                     | Винсент                             |
| 1998 | ф  | Большой Лебовски                                     | The Big Lebowski                      | Джеффри «Чувак» Лебовски            |
| 1999 | ф  | Дорога на Арлингтон                                  | Arlington Road                        | профессор Майкл Фарадей             |
| 1999 | ф  | Муза                                                 | The Muse                              | Джек Уоррик                         |
| 1999 | ф  | Симпатико                                            | Simpatico                             | Лайл Картер                         |
| 2000 | ф  | Претендент                                           | The Contender                         | президент Джексон Ивэнс             |
| 2001 | ф  | Сцены преступления                                   | Scenes of the Crime                   | Джимми Берг                         |
| 2001 | ф  | Планета Ка-Пэкс                                      | K-Pax                                 | Марк Пауэлл                         |
| 2003 | ф  | Шоу века                                             | Masked and Anonymous                  | Том Фрэнд                           |
| 2003 | ф  | Фаворит                                              | Seabiscuit                            | Чарльз Ховард                       |
| 2004 | ф  | Дверь в полу                                         | The Door in the Floor                 | Тэд Коул                            |
| 2005 | ф  | Страна приливов                                      | Tideland                              | Ной                                 |
| 2005 | ф  | Магнаты                                              | The Amateurs / The Moguls             | Энди                                |
| 2006 | ф  | Бунтарка                                             | Stick it                              | Берт Виккерман                      |
| 2007 | мф | Лови волну!                                          | Surf’s Up                             | Зик «Большой Зи» Топанга            |
| 2008 | ф  | Железный человек                                     | Iron Man                              | Обадая Стейн / Железный Торговец    |
| 2008 | ф  | Как потерять друзей и заставить всех тебя ненавидеть | How to Lose Friends & Alienate People | Клэйтон Хардинг                     |
| 2009 | ф  | Безумный спецназ                                     | The Men Who Stare at Goats            | Билл Джанго                         |
| 2009 | ф  | Год собаки                                           | A Dog Year                            | Джон Катц                           |
| 2009 | ф  | Открытая дорога                                      | Open Road                             | Кайл Гарретт                        |
| 2009 | ф  | Сумасшедшее сердце                                   | Crazy Heart                           | Отис «Бэд» Блэйк                    |
| 2010 | ф  | Трон: Наследие                                       | Tron Legacy                           | Кевин Флинн / Клу                   |
| 2010 | ф  | Железная хватка                                      | True Grit                             | Рубен «Забияка» Когберн             |
| 2012 | ф  | Призрачный патруль                                   | R.I.P.D.                              | Рой Палсифер                        |
| 2014 | ф  | Посвящённый                                          | The Giver                             | Дающий                              |
| 2015 | ф  | Седьмой сын                                          | The Seventh Son                       | Мастер Грегори                      |
| 2015 | мф | Маленький принц                                      | Le Petit Prince                       | лётчик                              |
| 2016 | ф  | Любой ценой                                          | Hell or High Water                    | техасский рейнджер Маркус Гамильтон |
| 2017 | ф  | Единственный живой парень в Нью-Йорке                | The Only Living Boy in New York       | У. Ф. Джеральд                      |
| 2017 | ф  | Kingsman: Золотое кольцо                             | Kingsman: The Golden Circle           | глава «Statesman» Шампань           |
| 2017 | ф  | Дело храбрых                                         | Only the Brave                        | Дуэйн Штейнбринк                    |
| 2018 | ф  | Ничего хорошего в отеле «Эль Рояль»                  | Bad Times at the El Royale            | отец Дэниел Флинн                   |
| 2022 | с  | Старик                                               | The Old Man                           | Дэн Чейс                            |
| 2025 | ф  | Трон: Арес                                           | Tron: Ares                            | Кевин Флинн                         |
|      | ф  | Грендель                                             | Grendel                               | Грендель                            |

## Дискография

### Студийные альбомы
| Название     | Информация                                                                 |
| ------------ | -------------------------------------------------------------------------- |
| Be Here Soon | - Дата релиза: 29 февраля 2000 - Лейбл: Ramp Records - Формат: CD, кассеты |
| Jeff Bridges | - Релиз: 16 августа 2011 - Лейбл: Blue Note Records - Формат: CD           |

## Признание
В 1994 году Джефф Бриджес был удостоен звезды на аллее славы в Голливуде за вклад в развитие киноиндустрии.

## Награды и номинации
| Награда                        | Год  | Категория                                     | Фильм/Телесериал       | Результат |
| ------------------------------ | ---- | --------------------------------------------- | ---------------------- | --------- |
| Оскар                          | 1972 | Лучшая мужская роль второго плана             | Последний киносеанс    | Номинация |
| Оскар                          | 1975 | Лучшая мужская роль второго плана             | Громобой и Быстроножка | Номинация |
| Оскар                          | 1985 | Лучшая мужская роль                           | Человек со звезды      | Номинация |
| Оскар                          | 2001 | Лучшая мужская роль второго плана             | Претендент             | Номинация |
| Оскар                          | 2010 | Лучшая мужская роль                           | Сумасшедшее сердце     | Победа    |
| Оскар                          | 2011 | Лучшая мужская роль                           | Железная хватка        | Номинация |
| Оскар                          | 2017 | Лучшая мужская роль второго плана             | Любой ценой            | Номинация |
| BAFTA                          | 2010 | Лучшая мужская роль                           | Сумасшедшее сердце     | Номинация |
| BAFTA                          | 2011 | Лучшая мужская роль                           | Железная хватка        | Номинация |
| BAFTA                          | 2017 | Лучшая мужская роль второго плана             | Любой ценой            | Номинация |
| Золотой глобус                 | 1985 | Лучшая мужская роль — драма                   | Человек со звезды      | Номинация |
| Золотой глобус                 | 1992 | Лучшая мужская роль — комедия или мюзикл      | Король-рыбак           | Номинация |
| Золотой глобус                 | 2001 | Лучшая мужская роль второго плана             | Претендент             | Номинация |
| Золотой глобус                 | 2010 | Лучшая мужская роль — драма                   | Сумасшедшее сердце     | Победа    |
| Золотой глобус                 | 2017 | Лучшая мужская роль второго плана             | Любой ценой            | Номинация |
| Золотой глобус                 | 2019 | Премия Сесиля Б. Де Милля                     |                        | Победа    |
| Эмми                           | 2010 | Лучшая мужская роль в мини-сериале или фильме | Год собаки             | Номинация |
| Премия Гильдии киноактёров США | 2001 | Лучшая мужская роль второго плана             | Претендент             | Номинация |
| Премия Гильдии киноактёров США | 2004 | Лучший актёрский состав                       | Фаворит                | Номинация |
| Премия Гильдии киноактёров США | 2010 | Лучшая мужская роль                           | Сумасшедшее сердце     | Победа    |
| Премия Гильдии киноактёров США | 2011 | Лучшая мужская роль                           | Железная хватка        | Номинация |
| Премия Гильдии киноактёров США | 2017 | Лучшая мужская роль второго плана             | Любой ценой            | Номинация |